# Jean-François Foucquet

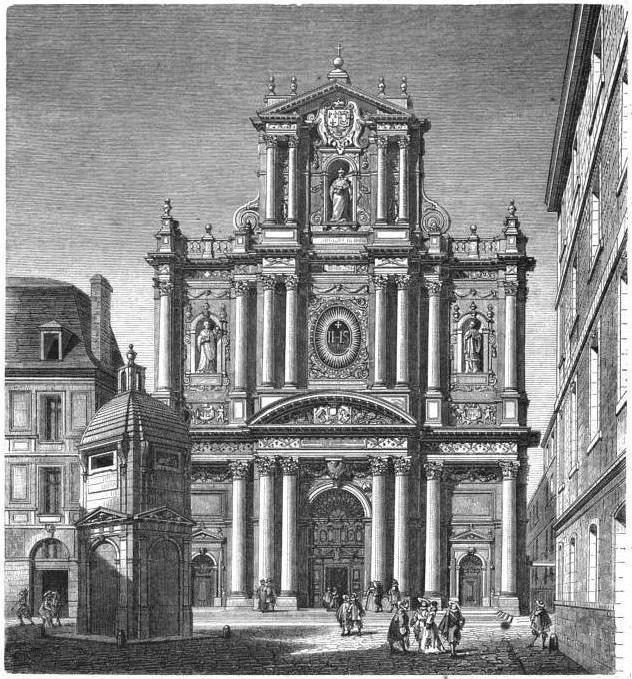
Saint-Paul im Marais

Jean-François Foucquet (oder Fouquet, * 12. März 1665 in Vézelay; † 14. März 1741) war ein französischer Jesuit aus dem Burgund, römisch-katholischer Bischof, Historiker und Astronom. Er arbeitete 22 Jahre in der Jesuitenmission in China.

## Leben und Wirken
Fouquet ging am Lycée Louis le Grand in Paris zur Schule. 1681 trat er in den Jesuitenorden ein. Vier Jahre später unterrichtete er Mathematik. 1693 erfolgte die Priesterweihe. 1699 kam er in Amoy an. Bis 1711 arbeitete er in Fujian und Jiangxi. Dann wurde er vom Kaiser nach Peking gerufen, um dort Mathematik und Astronomie zu unterrichten. 1720 wurde er von seinen Oberen nach Frankreich zurückgerufen. In Kanton wartete er ein Jahr auf ein Schiff nach Frankreich. 1722 kam er in Europa an.
Fouquet nahm einen Chinesen namens Hu mit nach Europa. dem es in Paris gefiel und der sich im Quartier Latin verirrte. Hu predigte eine Weile vor der Kirche Saint-Paul-Saint-Louis in kantonesischer Sprache. Fouquet wollte mit Hu mit der Postkutsche nach Rom reisen. Da Hu aber die Postkutsche ablehnte, blieb er in Frankreich zurück und wurde auf Fouquets Veranlassung mit einem lettre de cachet zwei Jahre in der psychiatrischen Klinik Charenton in Paris eingesperrt. 1726 kehrte er nach China zurück
Am 8. Juni 1723 wurde Fouquet von Papst Innozenz XIII. empfangen. Am 21. März 1725 wurde er zum Titularbischof von Eleutheropolis in Macedonia ernannt. Papst Benedikt XIII. weihte ihn am 25. März 1725 zum Bischof, mit Giovanni Francesco Nicolai, Apostolischer Vikar von Houkouang, und Giacinto Gaetano Chiurlia, Bischof von Giovainazzo, als Mitkonsekratoren.

## Schriften
- De la Doctrine et des Livres des Chinois
- Tabula Chronologica Historiæ Sinicæ Connexa cum Cyclo qui vulgo Kia-Tse dicitur